# Tim McCord
Timothy Todd "Tim" McCord  (Sacramento, California; 28 de junio de 1979) más conocido como Tim McCord, es un músico estadounidense, ex-guitarrista de The Revolution Smile y The Snobs (2006), y actual bajista de la banda de rock Evanescence, reemplazando al bajista original, William Boyd, y que a su vez, se ha tornado el segundo miembro más longevo de la banda junto a Amy Lee.

## Vida personal
En 2013 tuvo su primer hijo, una niña, con su esposa, Danielle.